# Leberkäse

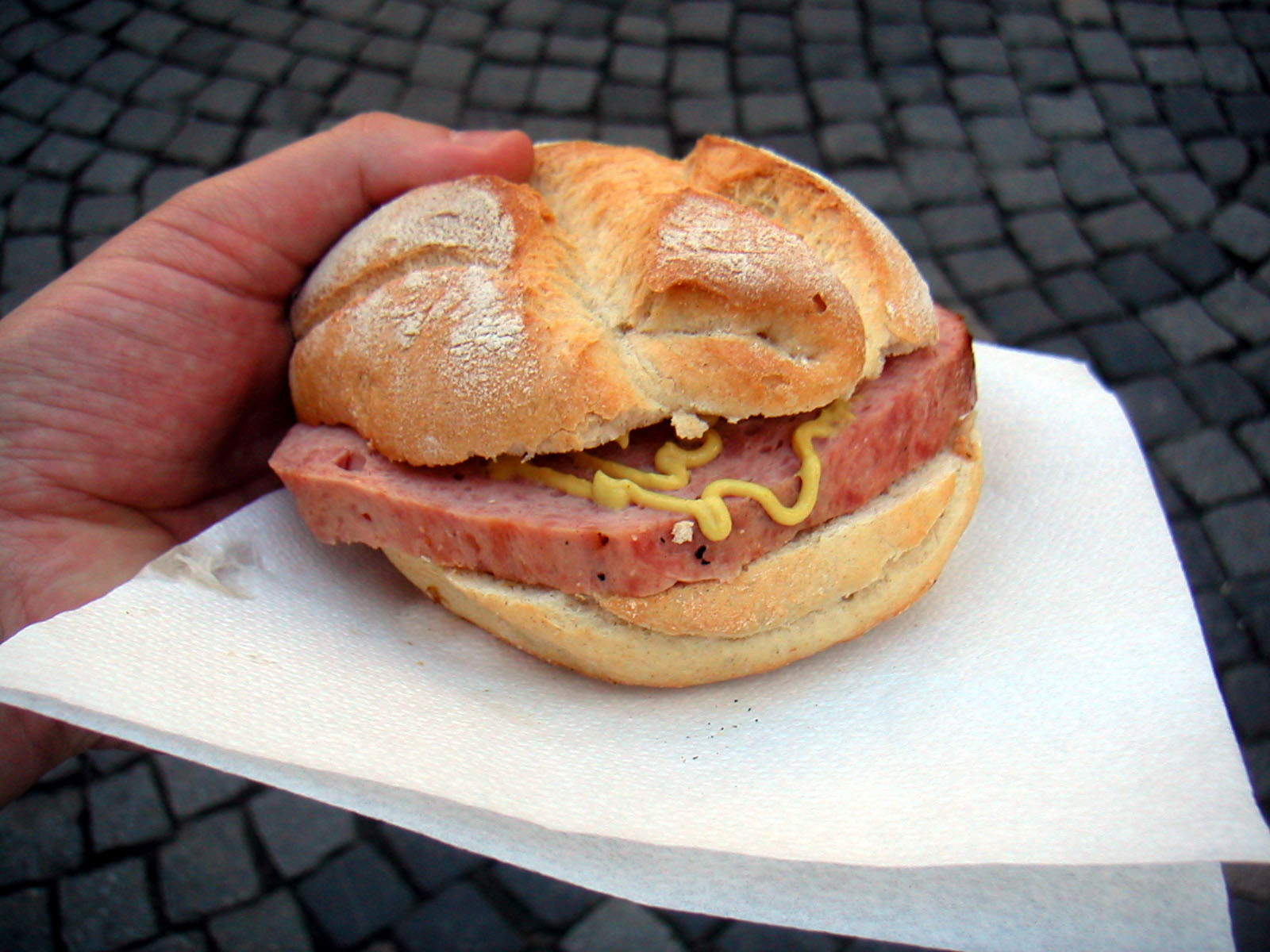
Een plak leberkäse op een broodje.

Leberkäse (Duits voor leverkaas), ook wel Fleischkäse of Leberkäs is een vleesproduct en specialiteit in Zuid-Duitsland, Oostenrijk en delen van Zwitserland. Het bestaat uit varkensvlees, spek en ijswater. Het wordt gemaakt door de ingrediënten zeer fijn te vermalen en dan te bakken als een brood in een bakblik totdat het een krokante bruine korst heeft.
De leberkäse is een boterhamworst waar noch lever noch kaas in de bereiding voorkomen. De verwijzing naar kaas ligt eerder in de vorm van de bereiding.

## Consumptie
Men eet de leberkäse vaak warm op een broodje met mosterd of augurken, of koud gegeten met komkommers. Het wordt ook geserveerd als een gesneden plak met ketchup, pretzels, sauerkraut of aardappelsalade.
Er bestaat eveneens een variant met twee plakken leberkäse met daartussen een plak ham en kaas. Het wordt daarna gepaneerd met ei en broodkruimels en dan gefrituurd. Deze versie staat bekend als de falsches Cordon Bleu (verkeerde cordon bleu).
In Nederland kent men een vleesproduct met bijna dezelfde naam, leverkaas; deze heeft een vergelijkbare vorm als leberkäse, maar bevat lever.